# Organisation des Vertrags über kollektive Sicherheit
Die Organisation des Vertrags über kollektive Sicherheit, kurz OVKS (russisch Организация Договора о коллективной безопасности – ОДКБ Organisazija Dogowora o Kollektiwnoi Besopasnosti – ODKB; englisch Collective Security Treaty Organization – CSTO), ist ein im Jahr 2002 auf Grundlage des 1992 geschlossenen Vertrags über kollektive Sicherheit (VKS) gegründetes Militärbündnis zwischen mehreren früheren Mitgliedsstaaten der Sowjetunion, das von Russland angeführt wird. Oberstes Organ der OVKS ist der Rat für kollektive Sicherheit.

## Mitgliedstaaten
Mitglieder der OVKS sind:
- Russland
- Belarus
- Kasachstan
- Kirgisistan
- Tadschikistan

Mitgliedschaft ruhend:
- Armenien (Mitgliedschaft am 22. Februar 2024 eingefroren[1] – Austritt am 12. Juni 2024 angekündigt)[2][3][4][5]

Ehemalige Mitglieder sind:
- Aserbaidschan (VKS-Vertrag im Jahre 1999 nicht verlängert)
- Georgien (VKS-Vertrag im Jahre 1999 nicht verlängert)
- Usbekistan (VKS-Vertrag im Jahre 1999 nicht verlängert, Wiedereintritt in die OVKS im Juni 2006, erneuter Austritt im Juni 2012)

Beobachter der parlamentarischen Versammlung der OVKS sind:
- Serbien (seit 2013)
- Russisch-Belarussische Union

## Geschichte
Die OVKS wurde am 7. Oktober 2002 in der moldauischen Hauptstadt Chișinău gegründet. Hervorgegangen ist sie aus einer mit dem Vertrag über kollektive Sicherheit (VKS) von 1992 gegründeten Staatenkooperation.
Im Rahmen des turnusmäßigen Vorsitzes in der OVKS hat Tadschikistan den Gründungsvertrag am 23. Dezember 2003 bei den Vereinten Nationen gemäß Artikel 102 Absatz 1 der UN-Charta registriert.

### Truppeneinsatz in Kasachstan, Januar 2022
Aufgrund von Massenprotesten in Kasachstan gegen Präsident Qassym-Schomart Toqajew richtete dieser ein Hilfe-Ersuchen an die OVKS. Kasachstan sei durch „Terroristen und im Ausland trainierte Gruppen“ in Gefahr. Der russische Präsident Wladimir Putin behauptete, die Unruhen seien eine durch „kriminelle westliche Kräfte“ gestützte Farbenrevolution.
Daraufhin wurden ab dem 6. Januar 2022 erstmals OVKS-Truppen in Kasachstan eingesetzt. Neben Russland entsandten auch Armenien, Belarus, Kirgisistan und Tadschikistan OVKS-Truppen nach Kasachstan, wovon manche völkerrechtswidrig die Abzeichen von UN-Friedenstruppen trugen. Als Kommandeur des OVKS-Kontingents fungierte Andrei Nikolajewitsch Serdjukow. Die kasachische Regierung erteilte einen Schießbefehl auf Demonstranten.
Nachdem die Proteste gewaltsam niedergeschlagen worden waren, begann am 13. Januar 2022 wieder der Truppenabzug der OVKS, den das kasachische Verteidigungsministerium am 19. Januar für beendet erklärte. Nach der Operation kündigte Toqajew Reformen an; zugleich waren tausende Demonstranten verhaftet und dutzende verletzt oder getötet worden.

### Armenisch-aserbaidschanischer Grenzkonflikt, September 2022
Im Rahmen des Armenisch-aserbaidschanischen Grenzkonflikts zwischen Armenien und Aserbaidschan forderte der armenische Premierminister Nikol Paschinjan im September 2022 das Militärbündnis um Hilfe auf Basis des Artikels 4 der OVKS. Dieser besagt, dass jede „Aggression gegen OVKS-Mitgliedsstaaten von den anderen Teilnehmern als Aggression gegen alle betrachtet wird.“ Putin lehnte die Ausrufung des Bündnisfalles ab und entsandte nur Beobachter. Die Sprecherin des US-Repräsentantenhauses, Nancy Pelosi, verurteilte bei einem Besuch in der armenischen Hauptstadt den Angriff Aserbaidschans.
Als Reaktion auf die Untätigkeit der OVKS angesichts des Konflikts mit Aserbaidschan erklärte Paschinjan am 22. Februar 2024, dass die Mitgliedschaft Armeniens in dem Militärbündnis eingefroren wird. Auf die Stationierung russischer Soldaten in Armenien hat die Entscheidung zunächst keinen Einfluss, da diese durch andere Verträge geregelt ist. Am 8. Mai 2024 gab Armenien bekannt, dass es seine finanziellen Beiträge an die OVKS eingestellt habe. Russland reagierte auf diese Aussage scharf und verkündete, dass Armenien weiterhin Mitgliedsbeiträge zahlen müsse. Am 12. Juni 2024 kündigte Armenien an, dass es aus der OVKS austreten werde. Ein Datum für den Austritt wurde jedoch nicht genannt.

## Aufgaben
Aufgabe des Bündnisses ist offiziell die Gewährleistung der Sicherheit, Souveränität und territorialen Integrität der Mitgliedstaaten. Dies soll vornehmlich durch eine enge Zusammenarbeit in der Außenpolitik, in militärischen Angelegenheiten, in der Erforschung neuer militärischer Technologien sowie in der Bekämpfung grenzübergreifender Bedrohungen durch Terroristen und Extremisten erreicht werden. In der Realität wird das Bündnis aber von Russland dominiert, welches auf diese Weise eine Möglichkeit sieht, die von ihm proklamierte Einflusssphäre an seinen Grenzen besser zu kontrollieren.
Darüber hinaus hat sich die OVKS formell der Förderung einer demokratischen Weltordnung auf der Grundlage der allgemeinen Prinzipien des Völkerrechts verschrieben. Tatsächlich aber besteht die Organisation ausschließlich aus autoritär regierten Staaten.
Zum Tätigkeitsrepertoire zählen bisher insbesondere gemeinsame Militärmanöver der Mitgliedstaaten. 2011 begann das Büro der Vereinten Nationen für Drogen- und Verbrechensbekämpfung (UNODC) eine Zusammenarbeit mit der OVKS wegen des Schmuggels von Heroin aus Afghanistan.

## Organe

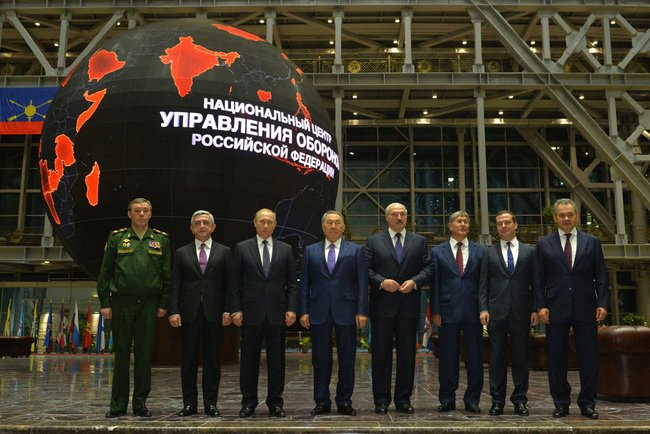
Treffen führender Politiker der Mitgliedstaaten (2014)

Die Organisation gliedert sich in fünf Organe:
Als oberstes Direktivorgan fungiert ein Rat für kollektive Sicherheit, der sich aus den Staats- und Regierungschefs der Mitgliedstaaten zusammensetzt. Dieser beschließt die Maßnahmen zur Umsetzung der Organisationsziele. Die Beschlüsse des Rates sind für die Mitglieder und die Organisation bindend. Den Vorsitz des Rates hat das Staatsoberhaupt bzw. der Regierungschef des Staates inne, in dem die jährliche Haupttagung der OVKS stattfindet.
Für drei Spezialbereiche wurden ein Rat der Außenminister, ein Rat der Verteidigungsminister sowie ein Komitee der Sekretäre der Sicherheitsräte geschaffen.
Einziges permanent arbeitendes Organ ist das Sekretariat. Sein Sitz ist Moskau, wobei ein Sitzabkommen zwischen der OVKS und der Russischen Föderation die Details der lokalen Rechtsstellung regelt. Die Mitarbeiter des Sekretariats rekrutieren sich aus den Mitgliedstaaten gemäß der jeweiligen Finanzbeiträge. Dem Sekretariat steht ein Generalsekretär vor, der zugleich höchster Verwaltungsbeamter der Organisation ist. Er wird für jeweils drei Jahre vom Rat für kollektive Sicherheit bestimmt. Seit dem 1. Januar 2023 bekleidet der kasachische Politiker Imanghali Tasmaghambetow dieses Amt.

### Truppen
Die OVKS hat ein gemeinsames Hauptquartier in Moskau und verfügt über schnelle Eingreiftruppen (Collective Rapid Reaction Forces, CRRF), jedoch über keine eigenen Streitkräfte.